# Башня Рожанка
Башня Ружа́нка (Рожа́нка) — угловая башня № 4 Каменец-Подольской крепости. 
Является характерным примером угловых фланкирующих башен. 
Конец XIV — середина XVI века. 
Составляет северный наружный угол главного двора Старой крепости города Каменец-Подольский. Название происходит от её углового расположения. Строительство начато предположительно Спытком из Мельштына и закончено в начале XV в. Башня фланкирующая. Построена в связи с расширением замка вместо т. н. «Старой Рожанки» В некоторых источниках башня называется Бурграбской. 
По определению Е. Пламеницкой относится к т. н. Краковскому типу. Представляет интерес для истории фортификации связи с наличием каменных колпаков которые образуют крышу (в нынешнее время накрыта деревянной) подобные приемы фортификации на Украине больше нигде не встречаются. Старый замок Каменца-Подольского имеет 3 башни такого типа (см. Башня Лянцкоронская). Некоторые исследователи полагают что каменные колпаки были сооружены турками после 1672 года.